# Claire Charlotte Eugénie d'Ailly
Claire Charlotte Eugénie d'Ailly est une aristocrate française, née à Chaulnes le 26 avril 1606, morte à Magny (aujourd'hui Guiscard) le 15 juin 1681, mariée avec Honoré d'Albert, premier duc de Chaulnes, maréchal de France.

## Biographie
Charlotte d'Ailly est la fille de Philibert Emmanuel d'Ailly, baron de Picquigny, vidame d'Amiens, seigneur de Vignacourt, Flixecourt, Raineval, chevalier des ordres du Roi, décédé en 1619, et de Louise d'Ongnies, comtesse de Chaulnes, dame de Magny, décédée en 1641. Cette dernière est la petite-fille de Louis d'Ongnies, premier comte de Chaulnes en 1563, surintendant des Finances sous le roi Charles IX. La mort de tous ses frères et sœurs alors qu'ils étaient enfants fait de Charlotte d'Ailly l'unique héritière de l'importante fortune de ses parents.
Le 13 janvier 1620, elle épouse Honoré d'Albert de Luynes, fait maréchal de France en décembre 1619, le jeune frère de Charles d'Albert, premier duc de Luynes, connétable de France, un gentilhomme très proche du roi Louis XIII. Ce mariage est contracté à la condition que l'époux relèvera le nom et les armes de la famille de son épouse. Il prend donc le nom d'Albert d'Ailly, avant de recevoir en 1621 les titres de duc de Chaulnes et pair de France. Le premier duc de Chaulnes exercera d'importantes fonctions, comme ambassadeur extraordinaire en Angleterre (1621), lieutenant-général en Picardie (1619-1633), bailli et gouverneur d'Amiens (1622), gouverneur de Picardie (1633-1643).
Devenue veuve en 1649, Charlotte d'Ailly laisse les châteaux de Chaulnes et de Picquigny à son fils, pour vivre principalement au château de Magny (aujourd'hui Guiscard). Elle fait restaurer l'église de Magny à partir de 1650 et restaurer en 1654 le château, où elle reçoit Louis XIV en 1654, 1655 et 1671. De 1671 à 1674, elle fait presque complètement reconstruire le château de Magny et réaménager ses abords par l'architecte Jules Hardouin-Mansart, que son fils fit travailler aussi à Chaulnes et pour son hôtel à Paris.
Mélomane, elle est dédicataire  du recueil de petits motets, Cantica Sacra, publié en 1662 par le compositeur Henry Du Mont.
Elle meurt en son château de Magny le 15 juin 1681 et est inhumée dans la collégiale Saint-Martin de Picquigny, avec son époux.